# Fontinalis pennata
Fontinalis pennata là một loài Rêu trong họ Fontinalaceae. Loài này được (Hedw.) Jolycl. mô tả khoa học đầu tiên năm 1803.